# John Nichols (wioślarz)
John Nichols (ur. 13 marca 1979 w Palo Alto) – amerykański wioślarz.

## Osiągnięcia
- Mistrzostwa Świata – Eton 2006 – ósemka wagi lekkiej – 5. miejsce[1].
- Mistrzostwa Świata – Monachium 2007 – ósemka wagi lekkiej – 5. miejsce[1].
- Mistrzostwa Świata – Linz 2008 – dwójka bez sternika wagi lekkiej – 11. miejsce[1].